# کریم
کریم از نام‌های عربی - اسلامی ویژه مردان به معنی ماهخر و بسیار بخشنده است و شاید به یکی از این افراد اشاره داشته باشد:

## نام کوچک
- کریم‌خان زند
- کریم طاهرزاده بهزاد
- کریم آقاخان
- کریم منصوری
- کریم غیاثی مرادی
- کریم مجتهدی
- کریم نصر
- کریم خرم
- کریم معتمدی
- کریم سنجابی
- کریم باوی
- کریم باقری
- کریم قنبری
- کریم مسرور
- کریم متمور
- کریم نشاط
- کریم ارغنده‌پور
- کریم بنزما
- کریم علاوی
- کریم سعیدی
- کریم خلیلی
- کریم جم
- کریم الاحمدی
- کریم زیانی
- کریم امامی
- کریم زمانی
- کریم شاهوردی
- کریم انصاری‌فرد
- کریم سجادپور
- کریم اسدری
- کریم پاشا بهادری
- کریم بودیاف
- کریم صالح عظیمی
- کریم اکبری مبارکه
- سید کریم
- کریم عبدالجبار
- کریم فندی

## نام خانوادگی
- علی کریم
- مهدی کریم
- محمدعلی کریم
- جاوید کریم
- عدنان کریم